# Hersilia occidentalis
Espèce
Synonymes
- Hersilia brevimammillata Strand, 1913
- Hersilia segregata Benoit, 1967

Hersilia occidentalis est une espèce d'araignées aranéomorphes de la famille des Hersiliidae.

## Distribution
Cette espèce se rencontre au Kenya, en Tanzanie, au Rwanda, au Congo-Kinshasa, au Cameroun, à Sao Tomé-et-Principe, au Botswana et au Liberia,.

## Description
Les mâles mesurent de 6,8 à 7,35 mm et les femelles de 8,8 à 11,2 mm.

## Publication originale
- Simon, 1907 : Arachnides recueillis par L. Fea sur la côte occidentale d'Afrique. 1re partie. Ann. Mus. civ. stor. nat. Genova, ser. 3, vol. 3, p. 218-323.